# Eduard Stehlík
Eduard Stehlík (* 30. března 1965 Praha) je český vojenský historik, spisovatel a bývalý voják. Zaměřuje se na československé vojenské dějiny, zejména období 1914–1956. Byl ředitelem odboru pro válečné veterány Ministerstva obrany a působil také jako historik Vojenského historického ústavu Praha a později jako předseda vědecké rady a 1. náměstek ředitele Ústavu pro studium totalitních režimů. Od roku 2020 působí jako ředitel Památníku Lidice.

## Kariéra
Vystudoval Filozofickou fakultu Univerzity Karlovy v Praze, obor ruština – dějiny.
V letech 1989–2012 byl zaměstnancem Vojenského historického ústavu Praha. V roce 1992 se stal vojákem z povolání. Již od zahájení příprav na vznik Ústavu pro studium totalitních režimů (ÚSTR) v srpnu 2008 byl členem jeho vědecké rady, 14. prosince 2010 byl zvolen jejím předsedou. V roce 2012 z vědecké rady vystoupil, když se stal v srpnu 1. náměstkem ředitele Daniela Hermana. Z funkce byl odvolán a výpověď z ústavu dostal 15. dubna 2013 s výpovědní lhůtou do 30. června. Konec jeho působení v ÚSTR byl spojený zejména s nesouhlasem s personální politikou nově jmenované ředitelky Pavly Foglové, především se záměrem odvolat ředitelku Archivu bezpečnostních složek Zlatuši Kukánovou. Výpověď ale označil v dubnu 2014 soud za neplatnou. V květnu téhož roku poslanci navrhli Stehlíka jako člena Rady ÚSTR a 18. června byl hlasy 37 ze 62 senátorů do rady skutečně zvolen.
Působil jako jeden z poradců ministra obrany Vlastimila Picka. Dne 3. března 2014 byl jmenován ředitelem odboru pro válečné veterány Ministerstva obrany, který vedl do konce roku 2019. Tehdy také ukončil svůj pracovní poměr v armádě a odešel do zálohy. Dne 24. února 2020 se stal ředitelem Památníku Lidice.
V roce 2006 začal spolupracovat s Českou televizí na pořadu Historický magazín. Dne 27. října 2006 byl vyhlášen čestným občanem Lidic. V červenci 2019 byl opět zvolen členem Rady Ústavu pro studium totalitních režimů, získal 57 hlasů od 74 senátorů. Na konci července 2019 se stal navíc opět předsedou Rady ÚSTR. Funkční období mu skončilo v červnu 2024. Na podzim téhož roku nastoupil do Oddělení výzkumu období 1938–1945 ÚSTR, návrh interního projektu však předložil až v březnu 2025.
Ve volbách do Senátu PČR v roce 2020 kandidoval jako nestraník za ODS a KDU-ČSL s podporou Svobodných v obvodu č. 24 – Praha 9. V prvním kole získal 30,19 % hlasů, a postoupil tak ze 2. místa do druhého kola, v němž prohrál s kandidátem STAN, Pirátů a TOP 09 Davidem Smoljakem poměrem hlasů 45,14 % : 54,85 %, a senátorem se tak nestal.
Za svou práci byl opakovaně oceněn českými i zahraničními medailemi, a to včetně tří Záslužných křížů ministra obrany České republiky a nejvyššího rezortního ocenění – Vyznamenání Zlaté lípy. V roce 2020 byl oceněn medailí Za zásluhy.

## Dílo (část)
- Lidice – Příběh české vsi (v roce 2005 získala cenu Ministerstva kultury a Asociace muzeí a galerií Gloria musaealis v kategorii muzejní publikace roku)
- Lexikon tvrzí československého opevnění z let 1935–38
- Pevnosti a opevnění v Čechách, na Moravě, a ve Slezsku (část knihy)
- ATENTÁT Operace ANTHROPOID 1941–1942 (kniha autorů kpt. Michala Buriana, plk. Aleše Knížka, PhDr. Jiřího Rajlicha a pplk. Eduarda Stehlíka)
- DUM SPIRO SPERO, 601. skupina speciálních sil generála Moravce
- Generál Alois Eliáš
- Hlučínští hraničáři
- Hraničáři na Dunaji (Eduard Stehlík, Martin Vaňourek)
- Hraničáři od Adamovy hory (Eduard Stehlík, Martin Vaňourek)
- Lexikon těžkých objektů československého opevnění z let 1935–1938
- Lidická vzpomínání
- Muži s lipovou ratolestí
- Osmnáctí hraničáři (Eduard Stehlík, Martin Vaňourek)
- Pamětní spis o česko-slovenském stálém opevnění
- Páter Method
- Pěchotní srub R – S 74 „Na holém“ v datech
- Pocta Marii Uchytilové: vydáno k 20. výročí úmrtí (Eduard Stehlík, Irena Bukačová, Ivona Kasalická, Sylvia Klánová)
- SRDCE ARMÁDY, Generální štáb 1919–2004
- URNA, třicet let protiteroristické jednotky
- Vlast a čest jim byla dražší nežli život
- Zapomenutí hraničáři (Eduard Stehlík, Martin Vaňourek)
- Legionáři s lipovou ratolestí I.
- Jan Kubiš: nezastaví mne ani to nejhorší...